# Julien Ielsch
Julien Ielsch (Belfort, Francia, 5 de marzo de 1983), futbolista francés. Juega de defensa.

## Clubes
| Club               | País    | Año       |
| ------------------ | ------- | --------- |
| FC Sochaux         | Francia | 2001-2004 |
| Neuchâtel Xamax FC | Suiza   | 2004-2005 |
| Stade de Reims     | Francia | 2005-2010 |
| Amiens SC          | Francia | 2010-2013 |